# Canthumeryx sirtensis
La cantumerice (Canthumeryx sirtensis) è un mammifero artiodattilo estinto, appartenente alla famiglia Giraffidae. Visse nel Miocene inferiore (circa 20 milioni di anni fa) e i suoi resti fossili sono stati ritrovati in Africa (Libia). È considerato uno dei primi giraffidi noti.

## Descrizione
Questo animale doveva avere l'aspetto simile a quello di un'antilope di media taglia, con proporzioni corporee e dimensioni simili a quelle di un daino. La corporatura era piuttosto snella, e l'altezza al garrese doveva essere di circa 1,5 metri. Sopra le orbite Canthumeryx possedeva un paio di corna semplici, non diramate, che si proiettavano all'infuori in modo quasi orizzontale. Il cranio era ampio e possedeva grandi condili occipitali che si articolavano con la prima vertebra, l'atlante; quest'ultimo non era però allungato come quello delle attuali giraffe. Come queste ultime, però, possedeva i caratteristici canini inferiori bilobati.

## Classificazione
Canthumeryx, descritto per la prima volta nel 1973, è considerato uno dei più antichi giraffidi noti. I suoi resti provengono dalla Libia, dal giacimento di Gebel Zelten risalente al Miocene inferiore, anche se la datazione del deposito non è del tutto chiara. Alcune caratteristiche (come i canini bilobati) indicano che questo animale era sulla via evolutiva delle odierne giraffe, malgrado le notevoli differenze morfologiche dello scheletro. Canthumeryx è quindi ritenuto uno dei più basali (primitivi) giraffidi, ancora simile per alcuni aspetti agli arcaici gelocidi. Inizialmente erano stati descritti due diverse specie di giraffidi provenienti da Gebel Zelten, Canthumeryx sirtensis e Zarafa zelteni, ma successive analisi hanno portato alla conclusione che i due presunti generi erano in realtà due esemplari di una stessa specie; il nome Canthumeryx ebbe quindi la priorità.
Forme simili a Canthumeryx, leggermente più recenti, indicano che questi animali ebbero un certo successo e ampliarono il proprio areale: Georgiomeryx è noto in Grecia, mentre il caratteristico Injanatherium è stato ritrovato in Arabia Saudita e in Iraq. È possibile che questa linea evolutiva abbia successivamente dato vita a forme più vicine alle giraffe, come Giraffokeryx.

## Paleoecologia
Canthumeryx era probabilmente meno agile degli altri artiodattili simili vissuti nello stesso periodo, come si evince dalle differenti proporzioni delle ossa delle zampe. I caratteristici canini inferiori bilobati potrebbero essere stati d'aiuto nello strappare il fogliame dagli alberi (Hamilton, 1978).